# Somos calentura
Somos calentura (We are the Heat) es una película dramática coproducción colombiana-argentina de 2018, que tuvo estreno comercial en Argentina el 2 de enero de 2020, escrita por Diego Vivanco y Steven Grisales,  dirigida por Jorge Navas y protagonizada por Duván Arizala, José Luis Paz, Miguel Ángel Micolta, Manuel Riascos y Julio Valencia. Fue exhibida en importantes eventos a nivel internacional como el Warsaw International Film Festival y el Festival de la Havana.
Somos calentura es parte del multi premiado proyecto transmedia We Are the Heat, antes conocido como Mon Amour, creado por Steven Grisales y Juan DiazB. El proyecto transmedia fue reconocido con el Premio Mejores Casos Digitales, MIP CUBE & MIP TV, 2012, Premio MIDEM, Mejor Proyecto Latinoamericano de Transmedia en Multi- Plataform, Rio Content Market Lab, Río de Janeiro, 2012 y fue finalista en el Pixel Pitch Competition del Power to the Pixel, Festival Internacional de Cine, Londres, 2012. En 2015 Jorge Navas fue invitado a hacer parte del proyecto como director de la película. Ese año la película ganó el Estímulo Integral FDC para producción.

## Sinopsis
La historia se desarrolla en la ciudad y puerto de Buenaventura, donde abundan las bandas criminales conformadas principalmente por jóvenes. Harvey y sus amigos, campeones locales de baile, tratan de sobrevivir en medio de esta dura realidad y deberán escoger entre el baile y la violencia.

## Reparto
- Duván Arizala es "Harvey".
- Miguel Ángel Micolta es "Steven".
- José Luis Paz es "Freddy".
- Manuel Riascos es "El Baby".
- Julio Valencia es "Rebook".
- Heidy Mina es "Lindsay".

## Transmedia
La esencia del proyecto transmedia es la empoderar a los jóvenes a través de su talento, la música y el baile, re-definiéndolos como los "Nuevos Guerreros del Beat".  La película Somos Calentura (We are the Heat) es una de las múltiples historias que Steven Grisales y Juan DiazB han desarrollado para diferentes plataformas, incluyendo narrativas documentales, cómics y shows en vivo.    